# ショロトル

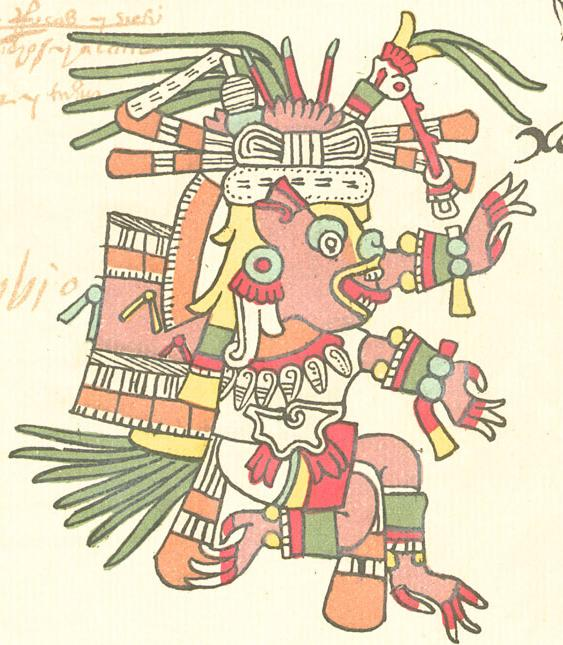
ショロトル

ショロトル（Xolotl）は、アステカ神話の神。ケツァルコアトルの双子とされる。
双子、怪物、奇形などを表わし、球戯とも関係がある。「動き(ollin)」の日の印および16番目のトレセーナ「1のハゲワシ(ce cozcacuauhtli)」の守護者だが、このトレセーナに生まれた者は悪党になりやすいと言われた。

## 解説
ケツァルコアトルの双子またはナワル（分身）とされる。装身具はしばしばエエカトル＝ケツァルコアトルと同じものだとされ、巻き貝や星の飾りを身につけ、頭部は犬の形状をしている。
古い時代の人々は、双子を一種の奇形として恐れていた。このことからショロトルは、神と双子であると同時に、人体の奇形や、2本のトウモロコシが一緒に生えるなどの植物の異常を象徴することにもなった。

## 神話
太陽創造の神話によれば、空に上ったものの動かない太陽を運行させるために神々は自ら生贄になることにした。エエカトルが神々を殺す役になったが、ショロトルは「私を死なせないでください」と言って大いに泣き、眼球とまぶたが流れ出してしまった。そして彼は二股のトウモロコシ(xolotl)や二股のリュウゼツラン(mexolotl)やメキシコサラマンダー(axolotl)に変身して逃げたが、結局つかまり生贄にされた。この神話には生贄を捧げる役がエエカトルではなくショロトルになっている異伝もある。なお、「新しい太陽が創造されたとき、ショロトルは仲間の神々が太陽に命と力を与えるために犠牲となって死んだのを悲しんで泣いたあまりに両目が流れ出てしまった」という話も知られているが、これは『世界神話伝説大系』の編者である松村武雄がルイス・スペンスの'The Myths of Mexico and Peru'の"He is depicted with empty eye-sockets, which circumstance is explained by the myth that when the gods determined to sacrifice themselves in order to give life and strength to the newly created sun, Xolotl withdrew, and wept so much that his eyes fell out of their sockets."という記述を参考に創作したものであり、実際の神話とは異なる。
ショロトルが冥界ミクトランに旅して持ち帰った前時代の人間の骨の断片に神々が流した血を掛けて生まれた男女はアザミの乳汁で育てられ、新しい人間の祖となった。彼は犬の頭を持つ神で、冥界で死者の魂を導くと信じられていた犬と関連があった。エドゥアルト・ゼーラーによれば、金星でもあるショロトルは冥界に赴く太陽の供をしたと考えられる。